# Кобра Кай
«Кобра Кай» (англ. Cobra Kai) — американський серіал у жанрі комедійної драми, що присвячений бойовим мистецтвам, і є сиквелом фільмів Малюк-каратист, знятих Робертом Марк Кеменом. Серіал створили Джош Гілд, Джон Гурвіц та Гайден Шлосберґ. У головних ролях — Вільям Забка та Ральф Маккіо, які виконують власні ролі з фільмів, а саме Джонні Лоуренса та Деніела ЛаРуссо. Події серіалу розгортаються за 34 роки з моменту подій першої частини фільму, однак, на відміну від фільму, сюжет обертається навколо Джонні, а не Деніела. Джонні вирішує відновити карате-доджьо «Кобра Кай», та продовжити колишнє суперництво з Деніелом. У серіалі також грають Шоло Марідуенья, Теннер Б'юкенен, Мері Маузер, Джейкоб Бертран, Джанні Деченцо, Пейтон Рой Ліст, Мартін Коув, Томас Єн Гріффіт та інші.
Серіал здобув високу глядацьку підтримку як на YouTube, так і на Netflix. Перший сезон стартував на YouTube Red у 2018 році, а другий сезон — у 2019 році. Після завершення виробництва третього сезону керівництво YouTube ухвалило рішення припинити випуск оригінальних програм, що призвело до позбуття офіційної платформи для показу серіалу. Однак Netflix придбав права на трансляцію серіалу в червні 2020 року. Третій сезон вийшов на Netflix 1 січня 2021 року; до цього часу серіал вже було продовжено на четвертий сезон, прем'єра якого відбулася 31 грудня 2021 року. У серпні 2021 року було вирішено продовжити серіал до п'ятого сезону. Прем'єра п'ятого сезону відбулася 9 вересня 2022 року. В січні 2023 телесеріал було продовжено на шостий сезон, який стане останнім.

## Сюжет
За тридцять чотири роки після поразки від Деніела ЛаРуссо на турнірі з карате 1984 року, Джонні Лоуренс, якому зараз 50 років, працює майстром та живе в не найкращому районі Лос-Анджелеса, хоча на момент фільму жив у заможному районі Енсіно. У Джонні є син Роббі від колишньої дівчини Шеннон Кін.
Втративши роботу, Джонні використовує карате, аби захистити свого сусіда-підлітка Міґеля Діаза від банди шкільних хуліганів. Міґель астматик, який живе зі своєю еквадорською мамою-одиначкою Кармен та бабусею Розою. Після того, як Джонні завдяки карате відігнав хуліганів, Міґель просить навчити його, захищатися. Спочатку Джонні відмовився, але зрештою погоджується і вирішує відкрити карате-доджьо. Назвою доджьо він обирає «Кобра Кай», як шанс повернути своє минуле. Однак цей вчинок пробуджує його суперництво з Деніелом ЛаРуссо. Деніел, нині власник надзвичайно успішної мережі автосалонів LaRusso Auto, одружений зі співвласницею Амандою та має двох дітей: Саманту й Ентоні. Деніел живе заможним життям, якому заздрив у дитинстві, коли жив у Резеді.
Доджьо Джонні приваблює групу заучок та невдах зі школи Міґеля. У Джонні з Міґелем утворюється тісний зв'язок, як між сином та батьком, що нагадує стосунки між Деніелом та містером Міяґі у фільмах. Однак філософія Кобра Кай залишається переважно незмінною, хоча Джонні намагається надати їй більше честі. Міґель поступово перетворюється на зовсім іншу людину.
Як засіб помститися своєму батькові, Роббі переконує Аманду найняти його на роботу до автосалону LaRusso Auto і складає тісну дружбу з Деніелом, який не знає про те, що Роббі — син Джонні. Він навіть вивчає карате містера Міяґі у доджьо Деніела та згодом заводить дружбу з дочкою Деніела і починає зустрічатися із Самантою, після того як вона розійшлась з Міґелем. Врешті-решт, вона приєднується до доджьо свого батька. Пізніше Міґель починає зустрічатися з Торі, яка являється новою ученицею Кобра Кай.
Після жахливих наслідків шкільної бійки, яка ґрунтувалась на ненависті доджьо одне до одного та їхньому суперництві, Роббі під час бійки випадково калічить Міґеля, а Саманту госпіталізовують через поранення внаслідок бою із Торі. Джонні виявляє, що Кріз забрав у нього доджьо Кобра Кай, що спонукає його на створення власного доджьо під назвою Eagle Fang Karate. Роббі виключають зі школи через випадок з Міґелем та відправляють до в'язниці для неповнолітніх. У той час, як Кріз продовжує вести своїх учнів темним шляхом, Деніел повертається до Окінави, дому містера Міяґі, аби віднайти рівновагу, де він возз'єднується з колишньою любов'ю Куміко. Джонні допомагає Міґелю знову стати на ноги своїми нетрадиційними техніками тренувань. Однак, суперництво між трьома доджьо врешті-решт вибухає, коли Кобра Кай бореться з Міяґі-До та Eagle Fang у жорстокій бійці. Згодом Джонні та Деніел стикаються з Крізом, який успішно налаштував Роббі проти батька та Даніеля. Усі вони погоджуються врегулювати долю їхніх доджьо та долини на наступному турнірі з карате. Протягом третього сезону показують спогади Кріса про час, коли він був на війні у В'єтнамі та про те, як це довело його до того, що він став нещасним і нещадним чоловіком, яким він є сьогодні.

## Акторський склад
| Персонаж                | Виконує роль        | Сезони           | Сезони           | Сезони           | Сезони           |
| Персонаж                | Виконує роль        | 1                | 2                | 3                | 4                |
| ----------------------- | ------------------- | ---------------- | ---------------- | ---------------- | ---------------- |
| Головні персонажі       |                     |                  |                  |                  |                  |
| Джонні Лоуренс          | Вільям Забка        | В головних ролях | В головних ролях | В головних ролях | В головних ролях |
| Деніел ЛаРуссо          | Ральф Маккіо        | В головних ролях | В головних ролях | В головних ролях | В головних ролях |
| Аманда ЛаРуссо          | Кортні Генґелер     | В головних ролях | В головних ролях | В головних ролях | В головних ролях |
| Міґель Діаз             | Шоло Марідуенья     | В головних ролях | В головних ролях | В головних ролях | В головних ролях |
| Роббі Кін               | Теннер Б'юкенен     | В головних ролях | В головних ролях | В головних ролях | В головних ролях |
| Саманта ЛаРуссо         | Мері Маузер         | В головних ролях | В головних ролях | В головних ролях | В головних ролях |
| Елі «Яструб» Московіц   | Джейкоб Бертран     | Періодично       | В головних ролях | В головних ролях | В головних ролях |
| Деметрі                 | Джанні Деченцо      | Періодично       | В головних ролях | В головних ролях | В головних ролях |
| Джон Кріз               | Мартін Коув         | Періодично       | В головних ролях | В головних ролях | В головних ролях |
| Кармен Діаз             | Ванесса Рубіо       | Періодично       | Періодично       | Періодично       | В головних ролях |
| Торі Ніколс             | Пейтон Рой Ліст     |                  | Періодично       | Періодично       | В головних ролях |
| Террі Сільвер           | Томас Єн Гріффіт    |                  |                  |                  | В головних ролях |
| Персонажі другого плану |                     |                  |                  |                  |                  |
| Аїша Робінсон           | Ніколь Браун        | Періодично       | Періодично       |                  | Запрошена        |
| Мун                     | Ганна Келп          | Періодично       | Періодично       | Періодично       | Періодично       |
| Роза Діаз               | Роуз Б'янко         | Періодично       | Періодично       | Запрошена        | Періодично       |
| Шеннон Кін              | Діора Берд          | Періодично       | Періодично       | Запрошена        | Запрошена        |
| Луї ЛаРуссо мол.        | Брет Ернст          | Періодично       |                  | Періодично       | Періодично       |
| Ануш                    | Ден Ахдут           | Періодично       | Періодично       | Періодично       | Запрошений       |
| Кайлер Парк             | Джо Сео             | Періодично       |                  | Періодично       | Періодично       |
| Ясмін                   | Анналіза Кокрейн    | Періодично       |                  | Періодично       | Періодично       |
| Ентоні ЛаРуссо          | Ґріффін Сантоп'єтро | Періодично       | Періодично       | Запрошений       | Періодично       |
| Брукс                   | Бо Мітчелл          | Періодично       |                  | Періодично       |                  |
| Берт                    | Овен Морґан         | Періодично       | Періодично       | Періодично       | Періодично       |
| безхатько Лінн          | С'юзен Ґаллагер     | Періодично       | Періодично       | Запрошена        | Запрошена        |
| Трей                    | Терейл Гіл          | Періодично       | Запрошений       | Запрошений       |                  |
| Круз                    | Джеф Каплан         | Періодично       | Запрошений       | Запрошений       |                  |
| Натаніель               | Натаніель Ог        |                  | Запрошений       | Запрошений       | Запрошений       |
| Мітч                    | Едін Мінкс          |                  | Запрошений       | Запрошений       | Запрошений       |
| Кріс                    | Халіль Еверейдж     |                  | Запрошений       | Запрошений       | Запрошений       |
| Нестор                  | Вас Санчез          | Запрошений       | Періодично       | Запрошений       | Запрошений       |
| Реймонд «Скат»          | Пол Волтер Гаузер   |                  | Періодично       |                  | Періодично       |
| радник Блатт            | Ерін Бредлі Данґар  | Запрошена        |                  | Періодично       | Періодично       |
| Шон Пейн                | Окіа Ем-Акварі      |                  |                  | Періодично       | Запрошений       |
| капітан Тьорнер         | Террі Серпіко       |                  |                  | Періодично       |                  |
| Пайпер Елсвіт           | Села Австрія        |                  | Запрошена        |                  | Періодично       |
| Кенні Пейн              | Далас Дюпрі Янґ     |                  |                  |                  | Періодично       |
| Дейвон Лі               | Оона О'Браєн        |                  |                  |                  | Періодично       |
| Епізодичні персонажі    |                     |                  |                  |                  |                  |
| Сід Вейнберґ            | Едвард Аснер        | Запрошений       |                  | Запрошений       |                  |
| Том Коул                | Девід Шетроу        | Запрошений       |                  | Запрошений       |                  |
| Арманд Заркарян         | Кен Давітян         | Запрошений       | Запрошений       | Запрошений       |                  |
| Лаура Лоуренс           | Кендейс Мун         | Запрошена        |                  | Запрошена        |                  |
| Сандра Робінсон         | Кім Філдс           |                  | Запрошена        |                  |                  |
| Люсіль ЛаРуссо          | Ренді Геллер        | Запрошена        | Запрошена        |                  | Запрошена        |
| Томмі                   | Роб Ґеррісон        |                  | Запрошений       |                  |                  |
| Бобі Браун              | Рон Томас           |                  | Запрошений       | Запрошений       |                  |
| Джиммі                  | Тоні О'Дел          |                  | Запрошений       |                  |                  |
| Ді Снайдер              | Грає себе           |                  |                  | Запрошений       |                  |
| Елі Мілс                | Елізабет Шу         |                  |                  | Запрошена        |                  |
| Чозен Тоґучі            | Юджі Окумото        |                  |                  | Запрошений       | Запрошений       |
| Куміко                  | Темлін Томіта       |                  |                  | Запрошена        |                  |
| Юна                     | Трейсі Тоґучі       |                  |                  | Запрошена        |                  |
| Кері Андервуд           | Грає себе           |                  |                  |                  | Запрошена        |
| Ванесса ЛаРуссо         | Джулія Маккіо       |                  |                  |                  | Запрошена        |

## Сезони
| Сезон | Сезон | Епізоди | Дата прем'єри  | Мережа          |
| ----- | ----- | ------- | -------------- | --------------- |
|       | 1     | 10      | 2 травня 2018  | YouTube Red     |
|       | 2     | 10      | 24 квітня 2019 | YouTube Premium |
|       | 3     | 10      | 1 січня 2021   | Netflix         |
|       | 4     | 10      | 31 грудня 2021 | Netflix         |
|       | 5     | 10      | 5 вересня 2022 | Netflix         |
|       | 6     | 15      | 18 липня 2024  | Netflix         |

### 1 сезон (2018)
| Загальний № | № серії | Назва                  | Режисер                       | Дата прем'єри |
| --- | ------- | ---------------------- | ----------------------------- | ------------- |
| 1 | 1       | «Ace Degenerate»       | Джон Гурвіц і Хайден Шлосберг | 2 травня 2018 |
| Минуло 34 роки після поразки від Даніеля Ларуссо в турнірі чемпіонату з карате до 18 років у Долині 1984 року, Джонні Лоуренс намагається заробляти на життя майстром, і звільняється з роботи після сварки з клієнтом, тоді як Даніель та його дружина Аманда успішно керують мережею автосалонів у долині Сан-Фернандо. Джонні рятує свого сусіда-підлітка Мігеля Діаса від групи шкільних хуліганів, але заарештований за напад на них. Мігель благає Джонні навчити його карате, але Джонні відмовляється. Потім Джонні зустрічається зі своїм заможним вітчимом Сідом Вайнбергом, який дає Джонні чек, перш ніж відмовитися від нього. Напиваючись, Джонні їде до спортивної арени і згадує свою останню зустріч зі своїм колишнім сенсеєм Джоном Крізом, перш ніж його машина потрапила в аварію, яку спреченили молоді дівчата. Попри протести Джонні, його автомобіль буксирують до одного з дилерських центрів Даніеля для ремонту, чим Джонні дуже незадоволений. Наступного дня він їде до автосалону, щоб забрати машину, але натрапляє на Даніеля, який пропонує йому відремонтувати автомобіль безкоштовно, бо даніель вважає його своїм старим другом. Джонні неохоче приймає безкоштовний ремонт автомобіля від Даніеля. Там Джонні усвідомлює, що дочка Даніеля Саманта «Сем» ЛаРуссо була однією з пасажирок автомобілю, який протаранив машину Джонні біля арени. Врешті-решт Джонні погоджується стати сенсеєм Мігеля і відкриває власне додзьо «Кобра Кай» за гроші відчима. |         |                        |                               |               |
| 2 | 2       | «Strike First»         | Ларс Монтег                   | 2 травня 2018 |
| Мігель починає навчатись карате у Джонні, який дражнить його за астму та низьку самооцінку, що надає Даніелю мотивацію для заняття карате. Департамент охорони здоров’я повідомляє Джонні, що додзьо потребує багато роботи, перш ніж він зможе офіційно навчати студентів. Даніель дізнається, що Сем симпатизує хлопцеві на ім'я Кайлер і запрошує його на сімейну вечерю. Кайлер є одним із хуліганів, які напали на Мігеля. Джонні повідомляють, що його сина Роббі Кіна спіймали з наркотиками в школі. Під час вечері Деніель помічає синці Кайлера і дізнається, що він отримав їх від Джонні. Даніель їде в додзьо, щоб поговорити з Джонні, який пояснює, що Кайлер та його друзі напали на Мігеля. |         |                        |                               |               |
| 3 | 3       | «Esqueleto»            | Дженніфер Челотта             | 2 травня 2018 |
| Джонні не вдається набрати більше студентів в додзьо, і Даніель вирішує запросити Сем на шкільні танці на хелловін. Тренування карате Мігеля прогресує, коли Джонні заохочує його використовувати кредо Кобра Кей з "Бий без жалю" у своєму повсякденному житті і дарує йому костюм скелета (той самий, який Джонні носив у першому фільмі) для костюмованих танців. Мігель підслуховує Кайлера та його друзів у роздягалці школи, які обговорюють Сем. Згадуючи свою підготовку, він нападає на Кайлера, але його збивають з ніг і жорстоко б'ють хулігани. Джонні, який відвідував школу, роздаючи листівки Кобра Кай, знаходить побитого Мігеля. |         |                        |                               |               |
| 4 | 4       | «Cobra Kai Never Dies» | Дженніфер Челотта             | 2 травня 2018 |
| Викравши у клієнта ноутбук Роббі дізнається про нове додзьо Кобра Кай. Джонні напивається і вирішує помститись Даніелю, для цього він розмальовує рекламний щит LaRusso Auto, а Сем стає свідком знущань Кайлером над Деметрі та Елі. У кінотеатрі Кайлер намагається переслідувати Сем, але вона дає йому прочуханки, згадуючи уроки карате, якому навчив її батько. Після чого вона тікає з кінотеатру, і цим самим закінчуючи стосунки з Кайлером. Джонні стикається з Роббі після того, як дізнався, що він пропускає школу. У відповідь Роббі гнівно вказує на те, що Джонні залишив його в дитинстві, і, що Джонні проживає своє життя даремно. Джонні вистежує ображену Шеннон у місцевому барі, але вона сердито відмовляє йому, кажучи йому, що в житті немає жодних змін. Пообіцявши не підвести Мігеля так, як він вчинив зі своїм сином, Джонні благає Кармен мати Мігеля дозволити сину продовжити тренування. |         |                        |                               |               |
| 5 | 5       | «Counterbalance»       | Джош Хілд                     | 2 травня 2018 |
| Мігель демонструє вдосконалення як своїх навичок карате, так і здоров’я. Даніель намагається укласти тіньову угоду, яка могла б закрити Кобра Кай, але при цьому завдала шкоди невинним власникам бізнесу. Однокласниця Сем і колишня подруга Айша Робінсон приєднується до Кобра Кай, попри початкові сумніви Джонні щодо навчання дівчат. Сем виявляє, що Кайлер поширює неприємні чутки про неї. Коли Кайлер обмовляє Сем, Мігель заступається за неї і успішно перемагає Кайлера та його друзів, завоювавши повагу Сем. Роббі вирішує помиритися з батьком, але стає свідком того, як Джонні зближується з Мігелем, і Роббі відчуває себе зайвим. Аманда помічає зміни в поведінці Даніеля після відновлення роботи Кобра Кай, змушуючи Даніеля відвідати могилу містера Міягі, щоб обдумати все і попросити поради. Роббі претендує на роботу в «LaRusso Auto», щоб повернутися до свого батька, а Деніель повертається до занять карате, щоб відновити рівновагу у своєму житті. |         |                        |                               |               |
| 6 | 6       | «Quiver»               | Джош Хілд                     | 2 травня 2018 |
| Даніель та Аманда безуспішно переконують Сем знову зайнятися карате. Кадри бійки Мігеля в школі стають вірусними, приводячи багато нових учнів до Кобра Кай, але Джонні не може придушити свої колишні способи навчання, і ганьбить Елі перед усім класом за його зайчу губу. Джонні зізнається, що він був жорстким і жорстоким до своїх учнів, що залишилися, але планує продовжувати цей шлях, кажучи їм, що життя нечесне, і вони повинні подолати виклики, які їм поставить життя. Елі повертається в додзьо з ірокезом, за що Джонні прозвав його "Яструбом". Роббі влаштовується на роботу в LaRusso Auto, щоб повернутися до свого батька, оскільки Мігель і Сем починають дружити в школі. Роббі вирішує навчитися карате під опікою Даніеля. |         |                        |                               |               |
| 7 | 7       | «All Valley»           | Стів Пінк                     | 2 травня 2018 |
| Джонні використовує жорсткі методи для навчання своїх нових учнів. Отримавши пораду від Джонні, Мігель запрошує Сем на побачення до парку розваг. Джонні намагається подати заявку на турнірі з карате «All Valley», але дізнається, що його додзьо «Кобра Кай» назавжди заборонено через погану спортивну поведінку, вчинені на турнірі 1985 року. На засіданні спортивного комітету Джонні намагається переконати їх скасувати заборону, але йому протидіє член комітету Даніель. В якості завершальної аргументації Джонні говорить комітету, що його вчення відрізняються від вчень його наставника Кріза, стверджуючи, що він навчився на своїх помилках, і, що його додзьо тепер є місцем, де людей навчають впевненості в собі. Комітет переконується в очевидній щирості Джонні, і дозволяє Кобра Кай змагатися, на велике розчарування Даніеля. Попри те, що спочатку Роббі погодився допомогти своїй банді проникнути всередину автосалону вночі, але потім зупиняє їх використовуючи свої навички карате. |         |                        |                               |               |
| 8 | 8       | «Molting»              | Стів Пінк                     | 2 травня 2018 |
| Після того, як було дозволено брати участь у турнірі, Джонні вводить додаткові тренування та нетрадиційні методи. Даніель дізнається, що Кобра Кай буде змагатися, лише Сем переконанна, що Кобра Кай змінилася (завдяки її роману з Мігелем). Двоюрідна сестра Даніеля Луї вирішує вжити заходів проти Джонні, який попереджає Мігеля про Сем і сім'ю ЛаРуссо, розповідаючи йому необ'єктивно розповідь про те, як Даніель відбив дівчину у Джонні в 1984 році. Кармен запрошує Джонні на вечерю, де він дізнається детальніше про сім'ю Мігеля, і натхненний навести порядок у своєму житті, розірвавши зв'язки із Сідом після виплати позичених грошей та спроби загладити свою вину з Роббі. Даніель продовжує зближуватись з Роббі, який приховує своє батьківство від Даніеля. Даніель запрошує Роббі на вечерю до свого будинку. У будинку ЛаРуссо Мігель бачить, як між Сем та Роббі щось виникає, залишаючи його з розбитим серцем. Тим часом Луї та його банда знищують машину Джонні, а Джонні змушує Луї розповісти адресу Даніеля. |         |                        |                               |               |
| 9 | 9       | «Different But Same»   | Джон Гурвіц і Хайден Шлосберг | 2 травня 2018 |
| Джонні приїжджає до будинку ЛаРуссо і коротко конфліктує з Даніелем, перш ніж Аманда заспокоїть ситуацію, запросивши Джонні на сніданок. Даніель вирішує звільнити Луї і компенсувати Джонні автомобіль який він сам обире на торговому майданчику автосалону. Несподівано Даніель та Джонні з'єдналися під час тест-драйву, разом насолоджуючись рок-музикою, відвідуючи стару квартиру Даніеля та розповідаючи про своє життя ще до їхньої зустрічі. Роббі витягує Сем з дому на вечірку, але п'яний Мігель намагається влаштувати бійку з Роббі, і замість цього випадково б'є Сем, переконавши її, що Даніель мав рацію щодо Кобра Кай, і змусив її розійтись з Мігелем. Джонні везе Даніеля додому, де він знаходить Роббі. Розлючений тим, що його син таємно вивчає карате у Даніеля, Джонні нападає на Даніеля, штовхаючи його до стіни і розбиваючи один з його трофеїв, в той час як Деніель шокований від того, що Роббі є сином Джонні. Відчуваючи зраду через нечесність Роббі, Деніель люто звільняє Роббі з салону і виганяє його з дому. |         |                        |                               |               |
| 10 | 10      | «Mercy»                | Джон Гурвіц і Хайден Шлосберг | 2 травня 2018 |
| Кобра Кай повертається на 50-й ювілейний чемпіонат з карате до 18 років. Роббі також бере участь на турнірі не виступаючи ні за яке додзьо. Мігель і Хок просуваються до півфіналу, тоді як Айша вибуває в чвертьфіналі, але вона і Сем миряться. Яструб дискваліфікований за вивих лівого плеча Роббі ударом ззаду. Посварившись з Мігелем, Сем залишає турнір і повертається до сімейного додзьо, де вона повертається до занять карате. Даніель допомагає Роббі повернутися на ринг, тепер вже як його сенсей, але Мігель використовує поранене плече Роббі, щоб виграти матч, і Джонні розуміє, що його методи зіпсували Мігеля. Після матчу Даніель проводить Роббі до старого дому містера Міягі, плануючи використовувати його як додзьо, щоб продовжити тренування Роббі та навчати інших карате Міягі-До. |         |                        |                               |               |

### 2 сезон (2019)
| Загальний № | № серії | Назва                 | Режисер                       | Дата прем'єри  |
| --- | ------- | --------------------- | ----------------------------- | -------------- |
| 11 | 1       | «Mercy, Part II»      | Джон Гурвіц і Хайден Шлосберг | 24 квітня 2019 |
| Після нетривалої сутички Кріз намагається переконати Джонні дозволити йому приєднатися до Кобра Кай, але Джонні відмовляється через те, що було між ними. Кармен помічає темніший характер Мігеля під час бою, але все ще схвалює Джонні, який тренував його. Роббі дізнається про історію Міягі-До, і Даніель планує відкрити додзьо, попри те, що його дружина проти. Джонні обурений Мігелем та Яструбом за їхні нечесні техніки на турнірі, хоча саме він навчив їх таким технікам. Джонні намагається залагодити ситуацію з Роббі, але Роббі, який вважає, що Джонні змусив його учнів боротися проти нього, принизливо відштовхує його, стверджуючи, що Деніель для нього кращий батько, ніж був коли-небудь Джонні. |         |                       |                               |                |
| 12 | 2       | «Back in Black»       | Ларс Монтег                   | 24 квітня 2019 |
| Мігель намагається зв’язатися із Сем, в той час як Даніель починає тренувати Роббі та Сем, але Аманда каже йому, щоб він більше піклувався про свою роботу, ніж про навчання карате. Двоє друзів Кайлера приєднуються до Кобра Кай, через це спочатку виникають певні проблеми в додзьо. Джонні продовжує застосовувати жорсткі методи для навчання своїх учнів, змушуючи їх бігати у середині цементовозу, щоб тренувати силу своїх ніг, і цим вражаючи Кріза. Даніель запрошує Роббі переїхати до нього, побачивши стан його будинку, хоча Аманда нагадує йому, що Джонні все ще поруч. Даніель їде протистояти Джонні в додзьо Кобра Кай, де Кріз насмішливо висловлює свої співчуття у зв'язку зі смертю містера Міягі та попереджає Даніеля, що їх бійка "неминуча". |         |                       |                               |                |
| 13 | 3       | «Fire and Ice»        | Майкл Гросман                 | 24 квітня 2019 |
| Джонні вперше користується комп'ютером і бачить на YouTube рекламу Міягі-До, де Даніель безкоштовно просуває карате Міягі-До. Джонні намагається зробити те саме для Кобра Кай. Двоє підлітків хочуть приєднатися до Міягі-до, але коли Даніель каже їм фарбувати паркан, вони вирішують приєднатися до Кобра Кай. Тим часом Мігель дізнається, що Роббі є сином Джонні. Боячись бути батьком, Джонні у перший день зазнав невдачі з Роббі і обіцяє ніколи не підводити Мігеля. Коли Даніель, Сем і Роббі демонструють на що спроможне Міягі-До, Кобра Кай втручається у демонстрацію Міягі-До, і цим затьмарює Міяго-До, роблячи Кобра Кай більш популярними. |         |                       |                               |                |
| 14 | 4       | «The Moment of Truth» | Майкл Гросман                 | 24 квітня 2019 |
| Побачивши, що всі його друзі зайнялися карате, Деметрі приходить до Кобра Кай, де його б'є Кріз, і, зрештою Деметрі приєднується до Міягі-До. Пізніше в додзьо Кобра Кай, нова студентка Торі виявляється рівноправною Мігелю. Мігель намагається передати Джонні свої занепокоєння впливом Крізом, але Джонні заспокоює його, що кожен заслуговує другого шансу. Даніель намагається переконати інших людей приєднатися до Міягі-До, але йому це не вдається, тоді як Сем заводить ворожнечу з Торі. Роббі намагається влаштувати бійку зі своїми колишніми друзями, щоб переконати людей приєднатися до Міягі-До, але його б'ють у потилицю і йому не вдається втілити свій план. Деніель прибуває, щоб врятувати його. Роббі записав бійку, але Даніель просить його не завантажувати його, пояснюючи, що студенти повинні приєднатися до Міягі-До за необхідності. |         |                       |                               |                |
| 15 | 5       | «All In»              | Джош Хілд                     | 24 квітня 2019 |
| Деметрі хоче навчитися карате, щоб протистояти Яструбу, який почав знущатися над ним. Яструб бачить огляд Деметрі на популярному сайті Yelp, який дає Кобра Кай негативний рейтинг, і йде вирішувати це з ним в торговому центрі, але Сем і Роббі допомогають Деметрі, і перемають Яструба з його прибічниками. З часом Деметрі вдосконалює свої навички карате, тоді як Мун, дівчина Яструба, розходиться з Яструбом через його жорстоку поведінку. Пізніше Кріз переконує мстивого Яструба зневажити додзьо Даніеля. Тим часом Мігель заводить романтичні стосунки з Торі. Мати Мігеля Кармен переконує Джонні, все ще розбитого серцем через батьківські стосунки Роббі та Даніеля, відмовитись від його суперництва. На наступний день Даніель повертаючись до Міягі-До і бачить, що його зруйнували, та викрадено медаль містера Міягі. Розуміючи, що це зробили його суперники він їде до Кобра Кай, щоб поговорити з Джонні, припускаючи, що він був причетний до цього. В результаті деякі студенти залишають Кобра Кай, щоб приєднатися до Міягі-До. |         |                       |                               |                |
| 16 | 6       | «Take a Right»        | Джош Хілд                     | 24 квітня 2019 |
| Джонні хоче дізнатись, хто влаштував погром у Міягі-До, і задіює жорсткі методи для цього. Тим часом Деметрі і Роббі ображаються на Кріса, нового учня Міягі-До та колишнтого Кобра Кай, який напав на Деметрі в торговому центрі. Однак Даніель розповідає, що колись був частиною Кобра Кай, і розповідає свою історію з Террі Сільвером безпосередньо перед турніром 1985 року, заявивши, що, хоча Кобра Кай погана, це не означає, що всі студенти такі, переконуючи їх припинити конфлікт. Джонні вирушає до Сан-Бернардіно, де зустрічається зі своїми старими товаришами по додзьо Кобра Кай, а саме з Боббі, Томмі та Джиммі, щоб підтримати Томмі, у якого смертельна хвороба. Джонні розповідає, що знову відкрив Кобра Кай з Крізом, а Боббі просив його тікати від Кобра Кай. За відсутності Джонні Кріз бере на себе роль головного, і тренує Кобра Кай, щоб бути нещаднішим і жорстокішим. Пізніше Торі розповідає Мігелю, що її матері довелося працювати офіціанткою, і вона брала недоїдки, щоб нагодувати її з братом. Начальник, коли дізнався про це, то звільнив її. |         |                       |                               |                |
| 17 | 7       | «Lull»                | Дженніфер Челотта             | 24 квітня 2019 |
| Даніель вирушає до свого додзьо, де Кріз повідомляє йому, що він буде тренувати свою власну Кобра Кай для майбутньої війни проти Міягі-До, попри протест Даніеля, що вони просто діти. Повернувшись із подорожі, Джонні приводить своїх учнів до лісу для участі у грі "Захопи прапорець". У міру просування гри, Джонні занепокоєний через агресивність Торі, тоді як Мігель помічає Яструба у якого одягнена вкрата Медаль Пошани містера Міягі. Яструб глузує з Мігеля на його почуття до Сем, що призводить до сутички з Мігелем, у якій перемагає Мігель. Мігель бере медаль Пошани, але потрапляє в засідку, і знімає пов'язку з голови(вилітає з гри). Джонні особисто попереджає Мігеля не йти темним шляхом під впливом Кріза. Пізніше Мігель їде повернути медаль у будинок ЛаРуссо, де Роббі та Сем завели роман. Він просить Роббі повернути Медаль Даніелю і сказати Сем, що він шкодує. Однак, побоюючись, що це буде погано для його стосунки із Сем, Роббі тримає це в таємниці. Тим часом Джонні зрозумівши, що Кріз не змінився і намагається навчати так само учнів, як це було раніше, Джонні виганяє його з Кобра Кая. |         |                       |                               |                |
| 18 | 8       | «Glory of Love»       | Дженніфер Челотта             | 24 квітня 2019 |
| Джонні починає фантазувати про Кармен. Вигнавши Кріза, він навчає своїх учнів виявляти милосердя та честь. Тим часом Деметрі знаходить Медаль Пошани, яку Роббі закопав на задньому дворі додзьо, щоб не дати причини Сем повернутися до Мігеля. Мігель та Роббі йдуть на побачення зі своїми подругами Торі та Сем на ковзанку, де напруга між двома дівчатами зростає. |         |                       |                               |                |
| 19 | 9       | «Pulpo»               | Джон Гурвіц і Хайден Шлосберг | 24 квітня 2019 |
| Мама Роббі Шейнон повертається, вибачаючись перед Роббі за те, як вона поводилася з ним, і розповідає, що її хлопець кинув її, і що вона збирається на реабілітацію. Учні Кобра Кай та Міягі-До відвідують вечірку, яку влаштовує Мун, безпосередньо перед початком навчального року в школі. Суперництво між Торі і Сем загострюється після того, як Торі побачила, що Сем цілує Мігеля після того як дізналась, що насправді Мігель повернув медаль. Яструб, обурений новими стосунками Муна з Пайпер. Яструб починає бійку з Деметрі у якій Деметрі демонструє свої навички карате, але поліцейські приїжджають саме тоді, коли двоє додзьо збираються битися, і всі тікають з вечірки. В іншому місці Джонні та Кармен їдуть на побачення до ресторану, у якому випадково натрапили на Деніеля та Аманду. Поки Аманда та Кармен відсутні, Даніель та Джонні обговорюють вчинки Кріза, і Джонні дізнається, що Деніель записав Роббі до середньої школи. І на цей вечір Даніель та Джонні відкладають своє суперництво. |         |                       |                               |                |
| 20 | 10      | «No Mercy»            | Джон Гурвіц і Хайден Шлосберг | 24 квітня 2019 |
| Джонні дозволяє Роббі та Сем залишитись у нього на ніч після вечірки, щоб сховатися від Даніеля. Коли Деніель дізнається про це, він йде до квартири Джонні, щоб забрати Сем, і між Даніелем та Джонні виникає бійка. У перший день навчання Торі за допомогою гучномовця розповідає про поцілунок Сем з Мігелем на вечірці, шокуючи всіх, включаючи Роббі. Потім вона починає бійку з Сем, і поступово все переростає у жорстоку шкільну бійку між Кобрай Кай та Міягі-До. Під час бою Торі завдає Сем удару лезом, і від цього в неї залишиться шрам. Мігель отримує перевагу над Роббі, але в кінцевому рахунку проявляє милість, згадуючи вчення Джонні. Однак Роббі використовує нагоду і завдає удар ногою, через який Мігеля падає з балкону, і через падіння йому паралізує ноги. В результаті, Кармен сердита на Джонні, і розриває з ним. Решта студентів Кобра Кай, які звинувачують Джонні в тому, що він навчив Мігеля милосердя та честі, приєднуються до Кріза, який розповідає, що орендодавець дозволив йому взяти на себе повноваження та володіти додзьо під час поїздки Джонні. Аманда також вимагає від Даніеля закрити Міягі-До, змусивши його демонтувати додзьо Міягі-До. Джонні відчуваючи власну провину, на емоціях, викидає свій телефон та залишає свою нову машину па парковці. |         |                       |                               |                |

### 3 сезон (2021)
| Загальний № | № серії | Назва                               | Режисер                       | Дата прем'єри |
| --- | ------- | ----------------------------------- | ----------------------------- | ------------- |
| 21 | 1       | «Aftermath»                         | Джон Гурвіц і Хайден Шлосберг | 1 січня 2021  |
| Джонні намагається впоратися з травмою Мігеля. Джонні під час сильного алкогольного сп'яніння потрапляє до в'язниці після бійки в барі. Через два тижні після шкільної бійки між двома додзьо, у школі вводяться нові антифізичні правила. Сем страждає від панічних атак після її бійки з Торі, тоді як Джонні навмисно завдає собі травм, щоб він міг потрапити в реанімацію та відвідати Мігеля. Роббі виключають зі школи через те, що він завдав шкоди Мігелю, і він змушений тікати, для цього він викрадає фургон в автосалоні. Про це дізнається Даніель, і він об'єднуються з Джонні, щоб знайти Роббі. Тим часом Мігель виходить з коми. |         |                                     |                               |               |
| 22 | 2       | «Nature Vs. Nurture»                | Джон Гурвіц і Хайден Шлосберг | 1 січня 2021  |
| Даніель та Джонні відвідують Шеннон у її реабілітаційному центрі, і вона їм каже, щоб вони спробували відвідати колишніх знайомих Роббі. Зрештою пошуки приводять їх до групи злодіїв, які викрали фургон у Роббі. Однак їхнє коротке партнерство закінчується через те, що Джонні постійно нападав на одного зі злодіїв. Джонні намагається відвідати Мігеля, але Мігель почуваючись зрадженим відштовхує його. Даніель знаходить Роббі в реабілітаційному центрі, і змушує поліцію взяти його під варту з метою зменшення покарання, але Роббі відчуває себе зрадженим, і розриває зв'язки з Даніелем. Тим часом Кріз нападає на орендодавця Торі, щоб він перестав тиснути на неї, і цим забезпечити її вірність Кобра Кай. |         |                                     |                               |               |
| 23 | 3       | «Now You're Gonna Pay»              | Лін Ойдінг                    | 1 січня 2021  |
| Джонні звертається до Боббі за порадою, як допомогти Мігелю, і відвідує Роббі у в'язниці для неповнолітніх. Учні Міягі-До, яких очолює Сем, проводять акцію збору коштів, щоб допомогти фінансувати операцію Мігелю, згодом ці ж гроші викрадуть учні Кобра Кай. Джонні неохоче підходить до Сіда, щоб попросити грошей на оплату операції, але йому відмовляє, тому він викрадає одну з цінних статуй Сіда. Тим часом, через інцидент зі шкільною бійкою, Даніель дізнається, що його бізнес-конкурент Том Коул переконав японського імпортера автомобілів Doyona International розірвати ділові зв'язки з Даніелем, що змусило його відвідати штаб-квартиру компанії в Токіо для переговорів. |         |                                     |                               |               |
| 24 | 4       | «The Right Path»                    | Лін Ойдінг                    | 1 січня 2021  |
| Doyona International відкидає пропозицію Даніеля, тому він вирішує поїхати до Окінави, рідного міста містера Міягі, тоді як Джонні намагається помиритися з Роббі, який перебуває на громадських роботах, але їхня розмова швидко загострюється. У школі Хоук підбурює бійки з учнями Міягі-До. Даніель відвідує село Томі, яке перетворили на торговий центр, де він зустрівся зі своєю колишньою подругою Куміко і несподівано зіткнувся зі своїм суперником Чозеном. Джонні почав особисто контролювати фізичну реабілітацію Мігеля. |         |                                     |                               |               |
| 25 | 5       | «Miyagi-Do»                         | Стівен Цучіда                 | 1 січня 2021  |
| Коли на учня Міягі-До Кріса нападає Кобра Кай на його роботі. Сем та решта учнів Міягі-До нападають на банду Яструба в парку розваг. Тим часом, Даніель і Чозен миряться, пройшовши кілька спаринг-сеансів, після чого Чозен навчає Даніеля техніці точкового тиску, і дарує йому свиток бойових мистецтв. Пізніше Даніель знайомиться з дорослою Юною, в останню їх зустріч вона була маленькою дівчинкою, яку він врятував від тайфуну. Дізнавшись, що Юна стала віце-президентом з продажів Doyona International, і вона із задоволенням рятує його бізнес. Роббі втягується в бійку з Шоном та його прибічниками, але в кінцевому підсумку обидва заробляють повагу один одного за те, що вони не розповідають охороні хто почав бійку. Джонні допомагає Мігелю в реабілітації та везе його на концерт Ді Снайдера, що дозволяє Мігелю знову відчувати ноги. |         |                                     |                               |               |
| 26 | 6       | «King Cobra»                        | Стівен Цучіда                 | 1 січня 2021  |
| Кріз звертається до різних спортсменів, щоб підсилити ряди Кобра Кай, включаючи Кайлера. Даніель та Аманда намагаються вжити заходів проти Кріза, але дізнаються, що Кріз вже подав позов проти Аманди після конфлікту, який відбувся між ними. Залишившись без жодного іншого варіанту, вони підходять до Арманда Заркаряна з підкупом, намагаючись виселити Кріза. Тим часом Мігель допомагає Джонні створити свій профіль у Facebook, щоб справити хороше враження на Алі. |         |                                     |                               |               |
| 27 | 7       | «Obstáculos»                        | Дженніфер Челотта             | 1 січня 2021  |
| У Сем стається приступ паніки, коли бачить Торі, яка прийшла в додзьо Міягі-До, їхня зустріч закінчується тим, що Торі топить Сем у ставку Міягі-До. Після тяжких тренувань Мігель знову може ходити. Даніель проводить день із Сем, щоб допомогти їй подолати страх перед Торі після чого вона зізнається йому в панічних атаках. Коли Мігель повертається до школи, він дізнається про бійки, які були вчинені учнями Кобра Кай, і розриває свої зв'язки з учнями Кобра Кай та самим додзьо. Джонні вирішує взяти своїх найвідданіших студентів і створює нове додзьо під назвою "Eagle Fang Karate". |         |                                     |                               |               |
| 28 | 8       | «The Good, The Bad, and The Badass» | Дженніфер Челотта             | 1 січня 2021  |
| Місцева міська рада скасовує дозвіл на проведення чемпіонату з турніру по карате, щоб політично дистанціюватися від наслідків шкільної бійки, що спонукає Даніеля, Кріз та Джонні викласти своє бачення на це. Проте всім трьом не дозволяється виступати. Тоді вже Мігель і Сем обґрунтовують необхідність в карате, спонукаючи міську раду передумати і відновити турнір. Після чого Сем та Мігель відпочиваючи у додзьо Міягі-До, і між ними починається дружній спаренг. Роббі відбувши покарання, повертається до Міягі-До, і застає Сем та Мігеля, помилково сприймаючи спаринг, як зраду. Роббі звертається за допомогою до Кріза. |         |                                     |                               |               |
| 29 | 9       | «Feel The Night»                    | Джош Хілд                     | 1 січня 2021  |
| Алі повертається на свято до Лос-Анджелесу і зустрічається з Джонні. Учні Кобра Кай спочатку з обережністю ставляться до Роббі після інциденту в шкільній бійці, але після того, як він викрав змію у місцевому зоопарку в якості подарунка для Кріза, вони приймають його до свого колективу. Мігель та Даніель починають знаходити спільну мову щодо дитинства Джонні та Даніеля. Пізніше Сем і Мігель, які знову починають зустрічатись, створюють союз між двома додзьо, щоб боротися проти Кобра Кая, тоді як Даніель, Джонні, Алі та Аманда йдуть до одного і того ж заміського клубу на різдвяну вечірку. |         |                                     |                               |               |
| 30 | 10      | «December 19»                       | Джош Хілд                     | 1 січня 2021  |
| Поки Алі та Джонні спілкуються з Даніелем та Амандою на різдвяній вечірці, щоб нарешті обговорити свої минулі проблеми, студенти Кобра Кай на чолі з Торі вломлюються до будинку ЛаРуссо. Під час бійки Мігель перемагає Кайлера, в той час як Хок змінившись, мириться з Деметрі, і допомагає йому перемогти своїх колишніх товаришів по Кобра Кай. Сем нарешті перемагає свої страхи, і це дозволяє їй отримати перевагу над Торі перед тим, як Кобра Кай відступить. Джонні та Даніель дізнаються про конфлікт який стався. Джонні розпочинає бійку з Крізом, який тренував Роббі. Джонні ненадовго отримує перевагу, але Роббі вирішує захищати Кріза, змушуючи Джонні випадково нокаутувати свого сина. Кріз використовує можливість задушити Джонні, але Даніель втручається і отримує перевагу, використовуючи техніку точки тиску Міягі, яку він навчився у Чозена. Кріз із Роббі погоджуються піти, якщо Кобра Кай програє майбутній турнір. Наступного дня Даніель та Джонні об'єднуються та разом тренують своїх учнів у Міягі-До, готуючись до турніру. |         |                                     |                               |               |

## Виробництво та показ
Серіал вийшов із десятьма півгодинними епізодами, написаними та виконаними під керівництвом Джоша Хілда, Джона Гурвіца та Хайдена Шлосберга. Серіал отримував пропозиції від Netflix, Amazon, Hulu та AMC, але зрештою потрапив до YouTube Red. YouTube Premium випустив перший сезон 2 травня 2018 року, а другий сезон 24 квітня 2019 року.
28 травня 2020 року, напередодні прем'єри третього сезону, Deadline Hollywood оголосив, що серіал покине YouTube Premium та перейде на іншу платформу для потокового показу.
Оскільки YouTube не був зацікавлений у поновленні серіалу на четвертий сезон, то 22 червня 2020 року було оголошено, що серіал перейде на Netflix. Перші два сезони Netflix випустив 28 серпня 2020 року, а третій сезон вийшов 1 січня 2021 року. 2 жовтня 2020 року Netflix оголосив про продовження на четвертий сезон, який планують випустити наприкінці 2021 року

### Кастинг
У першому сезоні Ральф Маккіо та Вільям Забка відродили своїх персонажів з фільмів, Даніеля ЛаРуссо та Джонні Лоуренса. Також до своїх персонажів повернулись Ренді Хеллер, яка зіграла роль Люсіль ЛаРуссо (мати Даніеля) та Мартін Коув, який зіграв Джона Кріза. Список акторського складу для першого сезону був оголошений 24 жовтня 2017 року, до нього увійшли Ксоло Марідуенья, Мері Музер, Теннер Б'юкенен і Кортні Хенгелер. Едвард Аснер відіграв роль вітчима Джонні. 19 грудня 2017 року Ванесса Рубіо приєдналася до акторського складу в ролі матері Мігеля.

### Прем'єра
Світова прем'єра серіалу відбулася 24 квітня 2018 року в театрі школи образотворчих мистецтв Нью-Йорку, під час щорічного кінофестивалю Tribeca. Після кінопоказу відбулася дискусія з письменниками, режисерами та виконавчими продюсерами.
25 квітня 2018 року YouTube співпрацював із Fathom Events для спеціальних показів перших двох епізодів серіалу приблизно в 700 кінотеатрах на всій території США.

## Критика
На вебсайті агрегатора оглядів Rotten Tomatoes весь серіал (Сезони 1-3) отримав рейтинг схвалення 93 %.
Перший сезон отримав позитивний відгрук. На Rotten Tomatoes він має 100 % рейтинг схвалення, із середньою оцінкою 7,54 з 10 на основі 48 відгуків. Критичний консенсус вебсайту звучить так: «Кобра Кай продовжує франшизу „Малюка-каратиста“ поєднанням приємно-банальної ностальгії та підліткового гніву». «Кобра Кай» — найкраща телевізійна драма 2018 року про «Rotten Tomatoes».Metacritic який використовує середнє значення, присвоїв сезону оцінку 72 зі 100 на основі 18 критиків, вказуючи «загалом сприятливі відгуки».
Другий сезон отримав позитивну відповідь критиків. На Rotten Tomatoes він має схвалення 90 % із середньою оцінкою 7,34 з 10, базуючись на 29 відгуках. Його критичний консенсус звучить так: «Хоча диверсійний удар Кобра Кай більше не несе такого ж радісного впливу, як його інавгураційний сезон, його другий раунд все ще залишається одним із найкращих — жодна криза середнього віку та підлітковий вік ніколи не втримає його». Metacritic присвоїв другому сезону оцінку 66 зі 100, на основі 7 критиків.
Третій сезон серіалу отримав позитивну відповідь критиків. На Rotten Tomatoes він має 90 % рейтингу схвалення, із середньою оцінкою 7,98 з 10 на основі 49 відгуків. Критичний консенсус вебсайту говорить: «Поєднуючи емоційні удари з сильним гумором, третій сезон Кобра Кай потрапляє в прекрасну бойову форму». Metacritic поставив 71 бал зі 100, на основі 14 критиків, які вказують на загальносприятливі відгуки.
| Сезон | Rotten Tomatoes     | Metacritic       |
| ----- | ------------------- | ---------------- |
| 1     | 100 % (48 відгуків) | 72 (32 відгуки)  |
| 2     | 90 % (30 відгуків)  | 66 (7 відгуків)  |
| 3     | 90 % (49 відгуків)  | 71 (14 відгуків) |

## Нагороди і номінації
| Рік  | Нагорода                            | Категорія                                                               | Робота           | Результат |
| ---- | ----------------------------------- | ----------------------------------------------------------------------- | ---------------- | --------- |
| 2018 | Teen Choice Awards                  | Choice Summer TV Show                                                   | Кобра Кай        | Номінація |
| 2018 | Teen Choice Awards                  | Choice Summer TV Star                                                   | Ксоло Марідуенья | Номінація |
| 2018 | Imagen Awards                       | Best Young Actor — Television                                           | Ксоло Марідуенья | Номінація |
| 2018 | Primetime Creative Arts Emmy Awards | Outstanding Stunt Coordination for a Comedy Series or Variety Program   | Хіро Кода        | Номінація |
| 2018 | Rotten Tomatoes                     | Golden Tomato (Best TV Drama)                                           | Кобра Кай        | Перемога  |
| 2019 | Shorty Awards                       | Best Web Series                                                         | Кобра Кай        | Номінація |
| 2019 | Primetime Creative Arts Emmy Awards | Outstanding Stunt Coordination for a Comedy Series or Variety Program   | Хіро Кода        | Номінація |
| 2019 | Teen Choice Awards                  | Choice Summer TV Show                                                   | Кобра Кай        | Номінація |
| 2019 | Clio Awards                         | Television/Streaming: Social Media-30 for 30                            | Кобра Кай        | Номінація |
| 2021 | Nickelodeon Kids' Choice Awards     | Favorite Family TV Show                                                 | Кобра Кай        | Номінація |
| 2021 | MTV Movie & TV Awards               | Best Show                                                               | Кобра Кай        | Номінація |
| 2021 | Screen Actors Guild Awards          | Outstanding Performance by a Stunt Ensemble in a Comedy or Drama Series | Кобра Кай        | Номінація |